# Виколунго
Виколунго (итал. Vicolungo) — коммуна в Италии, располагается в регионе Пьемонт, в провинции Новара.
Население составляет 887 человек (2008 г.), плотность населения составляет 66 чел./км². Занимает площадь 13 км². Почтовый индекс — 28060. Телефонный код — 0321.
Покровителем населённого пункта считается святой Рох.

## Демография
Динамика населения:

## Администрация коммуны
- Официальный сайт: http://www.comune.vicolungo.no.it/